# Горіх кола

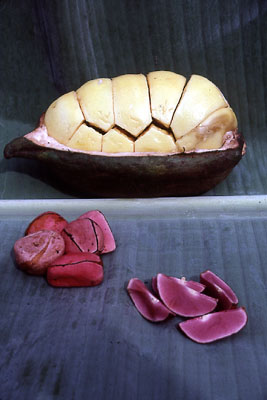
Кольський горіх — стручок (з насінням покритим білою плівкою), та насіння (цілі, без плівки і розщеплені на частини).

Горіх кола — це плід дерева кола, рід (кола) дерев, які є рідними для тропічних лісів Африки. Плоди дерева, що містять кофеїн, використовуються як смаковий інгредієнт в напоях і є походженням терміна «кола».